# Medea (película de 2017)
Medea es una película costarricense de drama de 2017 dirigida por Alexandra Latishev Salazar. Fue la selección de Costa Rica para la Mejor película de habla no inglesa en los 91.º Premios Óscar, pero no llegó a ser nominada.

## Reparto
- Liliana Biamonte como María José.
- Erick Calderón como Carlos.
- Javier Montenegro como Javier

## Estreno
La película fue estrenada el 27 de abril de 2017.